# Affaire Barschel

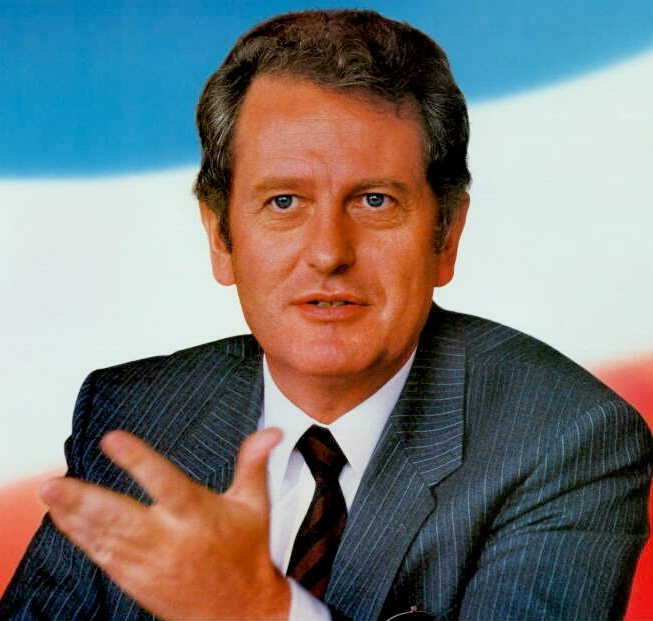
Uwe Barschel en 1987.

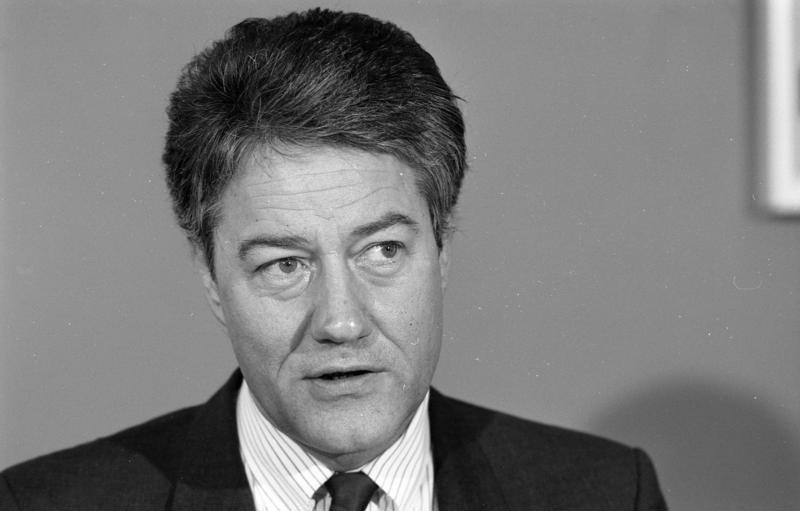
Björn Engholm, en 1989.

L'affaire Barschel (en allemand : Barschel-Affäre) est un scandale politique ouest-allemand survenu en septembre 1987 dans le Schleswig-Holstein. Il conduit à la démission puis à la mort du ministre-président Uwe Barschel le mois suivant, puis au retrait de la vie politique de son successeur Björn Engholm cinq ans plus tard.

## Les faits
À l'approche des élections législatives régionales du 13 septembre 1987 dans le Schleswig-Holstein, le ministre-président Uwe Barschel — figure de l'Union chrétienne-démocrate d'Allemagne (CDU) — s'inquiète de perdre le pouvoir.
Deux facteurs se conjuguent pour menacer l'hégémonie chrétienne-démocrate dans ce Land septentrional. D'une part, la forte popularité personnelle de son principal adversaire, l'ancien ministre fédéral de l'Éducation et chef de file du Parti social-démocrate d'Allemagne (SPD) Björn Engholm ; d'autre part, le mécontentement des agriculteurs alors que la région est très agricole.
Barschel décide alors de discréditer son opposant. Il fait donc engager par le service de presse du gouvernement régional le journaliste Reiner Pfeiffer. Officieusement, ce dernier mène ainsi des enquêtes sur Engholm. Ce dernier subit alors à son insu un contrôle fiscal et une filature. Celle-ci a pour objectif de révéler son homosexualité et d'abattre sa crédibilité.
Puisque les investigations de Pfeiffer ne débouchent sur rien, le ministre-président imagine alors un stratagème visant à mettre en cause la probité du candidat social-démocrate. Après avoir posé lui-même un micro dans son propre téléphone, il s'arrangerait pour le faire découvrir par hasard, ce qui lui permettrait de mettre en cause son adversaire.
Le 12 septembre 1987, Reiner Pfeiffer révèle pourtant toute la machination à la presse la veille des élections.

## Conséquences
La CDU en subit immédiatement les conséquences. Alors qu'elle bénéficie depuis 1971 de la majorité absolue au Landtag, elle ne remporte que 33 députés sur 74, soit six de moins qu'en 1983. Le SPD lui, devient la première force politique régionale avec 36 parlementaires, ratant de très peu la majorité absolue.
Lors d'une conférence le 18 septembre, Uwe Barschel donne « [sa] parole d'honneur » qu'il est innocent et qu'il n'est pas impliqué dans la machination contre Björn Engholm. Il remet cependant sa démission le 2 octobre, cédant à titre temporaire le pouvoir à son vice-ministre-président Henning Schwarz.
Il quitte ensuite le territoire de l'Allemagne de l'Ouest et séjourne quelques jours dans les îles Canaries avec son épouse, afin de préparer sa défense et sa contre-attaque. Il décolle le samedi 10 octobre de Las Palmas de Gran Canaria, à bord du vol Iberia 554 à destination de Genève.

### Mort d'Uwe Barschel
Le dimanche 11 octobre 1987, Uwe Barschel est retrouvé mort dans la baignoire de la chambre 317 de l'hôtel Beau-Rivage.

#### Découverte du corps
Un journaliste de l'hebdomadaire allemand Stern est présent, à Genève, pour obtenir une interview d'Uwe Barschel. N'arrivant pas à ses fins, il surveille sa chambre d'hôtel ; la porte n'étant pas verrouillée, il finit par y entrer. Croyant la chambre vide, il photographie quelques documents trouvés. Selon lui, il finit par tomber sur le cadavre de Barschel, gisant habillé dans la baignoire. 
Il prend 51 photographies, qui sont reprises par la presse. Certaines vues du cadavre servent même à l'impression de t-shirts.
Attaqué par la famille du défunt, il est condamné par le tribunal de police de Genève à trois mois d'emprisonnement avec sursis pendant cinq ans et une amende de 10 000 francs suisses – pour : « violation du domaine secret ou du domaine privé, au moyen d'un appareil de prise de vue » et « violation de domicile ».

#### Conclusions officielles: suicide
Avant même que le corps de Barschel ne soit transféré à l'institut médico-légal, les spéculations vont bon train : meurtre, suicide, meurtre déguisé en suicide... Le lendemain des faits, les enquêteurs déclarent que « Uwe Barschel ne s'est pas noyé ; sur le corps du défunt, il n'y a aucune trace de violence ». La juge d'instruction genevoise Claude-Nicole Nardin ajoute « meurtre, suicide ou mort naturelle, tout est possible » tandis que la veuve et le frère du défunt déclarent à la presse que « le meurtre est pour nous la seule version imaginable ». Le 13 octobre, les enquêteurs déclarent que « Uwe Barschel est mort intoxiqué suite à une overdose de médicaments. Le suicide est probable ». 
En décembre 1987, la juge Nardin reçoit une lettre anonyme au palais de justice en provenance de Kiel, capitale du Schleswig-Holstein, accusant un certain Werner Mauss agent secret ouest-allemand, d'être impliqué dans l'hypothétique assassinat d'Uwe Barschel. Au début de l'année 1988, la magistrate clôt l'instruction en concluant que Barschel s'est suicidé. La famille du défunt réfute cette conclusion et porte plainte pour meurtre.

#### Hypothèse de l'assassinat
Le 9 novembre 1992, le détective privé genevois engagé par la famille du défunt est retrouvé mort dans un salon de massage à Zurich. 
Werner Mauss s'explique le 31 juillet 1998 dans Die Welt sur sa présence près de l'hôtel Beau-Rivage le jour de la mort de Barschel et nie toute implication dans le décès du politicien allemand.
Le 19 avril 1999, le procureur général de Genève Bernard Bertossa classe l'affaire.
La Télévision suisse romande (TSR) consacre le 22 octobre 2010 un épisode de son émission Zone d'ombre à l'affaire Barschel. Le reportage comprend une investigation journalistique internationale, assortie d'interviews des principaux protagonistes. Le suicide est sérieusement mis en doute, au vu des nombreuses errances judiciaires et de l'émergence de nouveaux éléments d'enquête. La thèse de l'assassinat, profondément décryptée et soutenue notamment par un procureur allemand, en ressort largement privilégiée.
Le 21 novembre suivant, le journal allemand Welt am Sonntag laisse entendre que les services secrets israéliens du Mossad seraient responsables de l'assassinat d'Uwe Barschel, en raison de nouvelles analyses toxicologiques, dont la teneur substantielle accréditerait la thèse du meurtre. Une affaire de vente de sous-marin à l'Afrique du Sud – impliquant Israël – aurait permis à des partis politiques allemands de percevoir des commissions occultes. À noter que, lors du scandale qui l'avait éclaboussé, Uwe Barschel avait menacé de produire des « révélations, ».

### Scène politique régionale
Le vice-ministre-président Henning Schwarz assume l'intérim à la direction du Schleswig-Holstein à partir du 2 octobre 1987 tandis que le Landtag se révèle incapable d'investir un successeur à Barschel. Alors que le FDP dit soutenir la CDU en vue de constituer une « coalition noire-jaune », la SSW refuse de s'y associer, ce qui empêche les deux partis d'atteindre l'indispensable majorité absolue.
De nouvelles élections sont alors convoquées le 8 mai 1988 et conduisent à une très nette victoire du SPD avec 54,8 % des voix et 46 députés. C'est le meilleur résultat pour un parti dans le Land. Björn Engholm accède donc au poste de ministre-président et provoque la première alternance depuis 38 ans.
Reconduit après sa victoire très serrée aux élections de 1992, Engholm démissionne le 3 mai 1993, après avoir reconnu un mensonge. Lors de l'enquête parlementaire sur l'affaire Barschel, il avait déclaré n'avoir été informé des machinations du ministre-président de l'époque qu'au moment des révélations de Pfeiffer à la presse, alors qu'il a par la suite été établi qu'il était au courant au moins une semaine avant et qu'il n'en avait rien dit. Sa vice-ministre-présidente Heide Simonis lui succède et devient ainsi la première femme chef de gouvernement en Allemagne.

## Réouverture du dossier
Le 12 juin 2011, le ministère public de Lübeck annonce que l'affaire Barschel est rouverte et réexaminée car des techniques plus sophistiquées telles que les analyses génétiques peuvent être utilisées pour déterminer les circonstances de la disparition d'Uwe Barschel,.